# 25 vendémiaire
25 jour complémentaire 25 brumaire
Le quintidi 25 vendémiaire, officiellement dénommé jour du bœuf, est le 25e jour de l'année du calendrier républicain.
C'était généralement le 16e jour du mois d'octobre dans le calendrier grégorien.